# Arentshuis

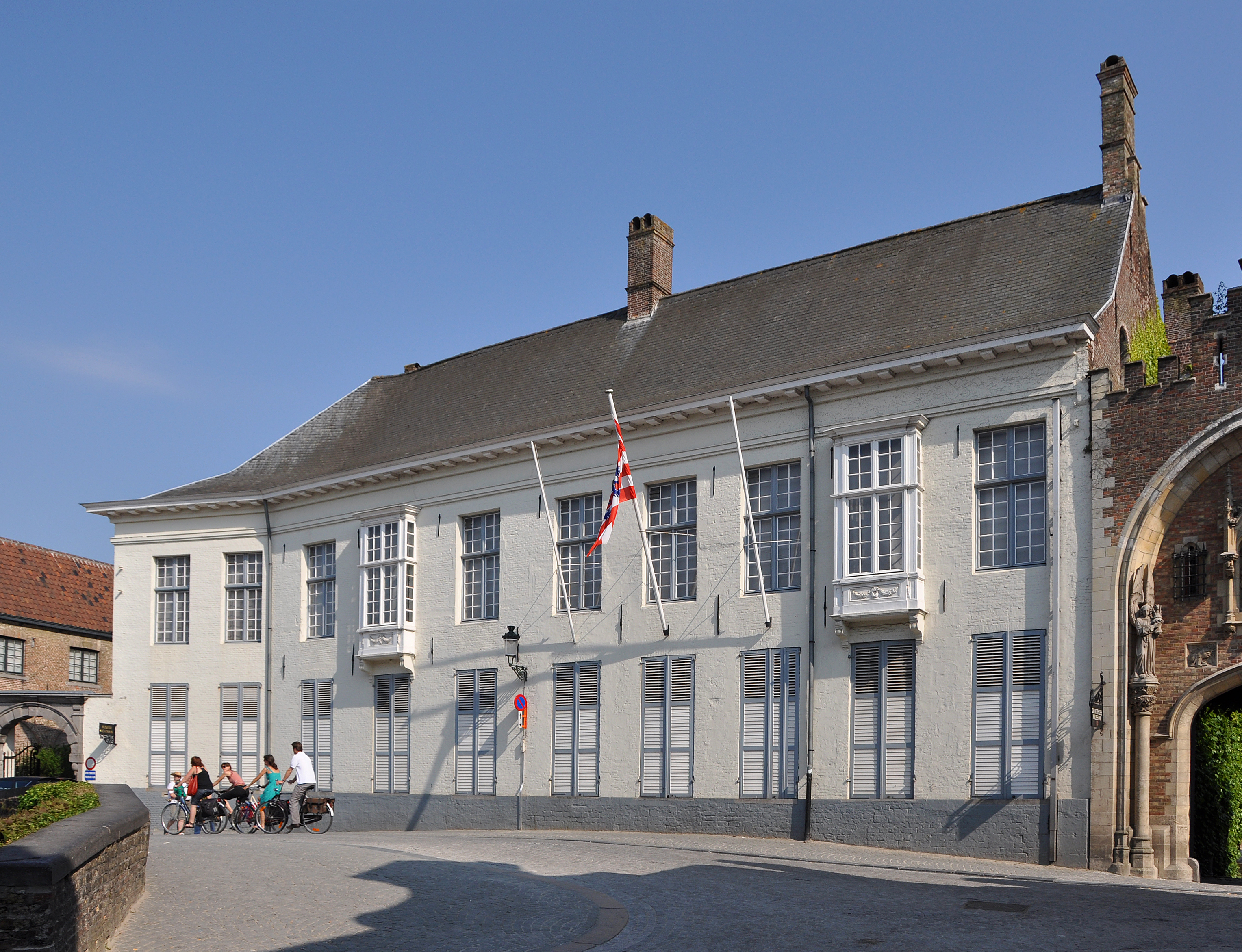
Het Arentshuis langs de Dijver

Het Arentshuis is een voormalig museum in Brugge. Samen met het Groeningemuseum werden hier de Schone Kunsten van de 15e tot de 21e eeuw ondergebracht. Het Arentshuis is gevestigd aan de Dijver. Het maakte onderdeel uit van Musea Brugge.
Op de bovenverdieping van het 18e-eeuwse gebouw was het oeuvre van de Brits-Brugse kunstenaar Frank Brangwyn (1867-1956) te bezichtigen. Hij schilderde levendige, realistische taferelen waarin hij het industriële leven in dokken en fabrieken en het harde labeur van arbeiders weergaf. Daarnaast legde hij ook vele reisimpressies kleurrijk vast op doeken, aquarellen en in etsen. Verder ontwierp hij onder andere meubelen en tapijten.
Op de benedenverdieping vonden afwisselende exposities van beeldende kunst plaats, aansluitend bij de Groeningecollectie.
In 2023 werd het museum gesloten.
De museumshop bevindt zich in het voormalig koetshuis van het Arentshof. 